# Municipio de Lowland
El municipio de Lowland (en inglés: Lowland Township) es un municipio ubicado en el condado de Mountrail en el estado estadounidense de Dakota del Norte. En el año 2010 tenía una población de 52 habitantes y una densidad poblacional de 0,56 personas por km².

## Geografía
El municipio de Lowland se encuentra ubicado en las coordenadas 48°30′25″N 102°1′31″O / 48.50694, -102.02528. Según la Oficina del Censo de los Estados Unidos, el municipio tiene una superficie total de 93.44 km², de la cual 89,27 km² corresponden a tierra firme y (4,46 %) 4,17 km² es agua.

## Demografía
Según el censo de 2010, había 52 personas residiendo en el municipio de Lowland. La densidad de población era de 0,56 hab./km². De los 52 habitantes, el municipio de Lowland estaba compuesto por el 100 % blancos. Del total de la población el 0 % eran hispanos o latinos de cualquier raza.